# تراموتولا
تراموتولا (بالإيطالية: Tramutola)‏ هي بلدية في مقاطعة بوتنسا في إقليم بازيليكاتا الإيطالي.

## السكان
في سنة 1861 بلغ عدد السكان 4٬243 نسمة، وتطور العدد ليصل في سنة 2011 لـ 3٬155 نسمة.
يظهر هذا المخطط البياني تطور النمو السكاني لـ تراموتولا